# Habitat: tour
Habitat: tour è il primo album dal vivo del rapper italiano Nayt, pubblicato il 5 luglio 2024 dalle etichette VNT1 e Columbia.

## Descrizione
Il disco presenta vari brani eseguiti in live presi dai suoi album Raptus volume 3 , Mood , Doom  e Habitat  durante l'Habitat Tour.

## Antefatti
Il rapper successivamente al rilascio del settimo album in studio Habitat, ha intrapreso l'Habitat Tour.
Qualche giorno dopo la pubblicazione del singolo Danimarca, il rapper sui suoi canali social annuncia il disco contenente 11 brani eseguiti in live durante le varie tappe del tour, e 4 inediti, tra questi troviamo: Dimenticare, Un girotondo, Io non torno e il sopracitato Danimarca.

## Tracce
Testi di William Mezzanotte, musiche di Davide D'Onofrio.
1. Fragile - Live – 3:30
2. Fatto da sooooolo - Live – 2:58
3. Cazzi miei - Live – 2:29
4. Tutto il resto è noi - Live – 3:28
5. Tuttok - Live – 1:43
6. Collane - Live – 3:45
7. Cosa conta davvero - Live – 3:06
8. Effetto domino - Live – 2:16
9. Se ne va - Live – 3:13
10. Da zero - Live – 2:33
11. La mia noia - Live – 3:32
12. Dimenticare – 2:47
13. Un girotondo – 2:08
14. Io non torno – 2:00
15. Danimarca – 2:46